# Tiền khuếch đại

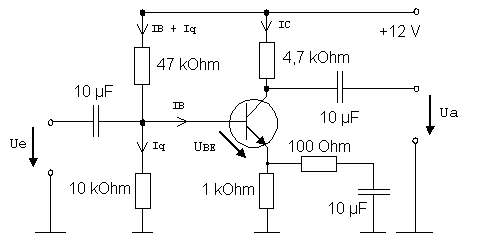
Một tiền khuếch đại âm thanh ráp bằng transistor

Tiền khuếch đại (tiếng Anh: preamplifier thường viết gọn là preamp) là bộ khuếch đại điện tử thực hiện khuếch đại một tín hiệu điện yếu sang tín hiệu đầu ra đủ mạnh, giảm thiểu mức tiếng ồn, để có thể tiếp tục xử lý ở các thiết bị điện tử tiếp theo .
Thông thường các cảm biến, microphone,... biến đổi tín hiệu là đại lượng vật lý nào đó sang tín hiệu điện thì tín hiệu này rất nhỏ, để tránh tác động ngược của cảm biến tới đại lượng cần quan sát. Tiền khuếch đại thường được bố trí ngay tại vị trí không gian của cảm biến và truyền tín hiệu đã khuếch đại qua đường truyền đến mạch tiếp theo, nhờ đó các nhiễu loạn nếu có xâm nhập đường truyền thì nhiễu sẽ nhỏ thua tín hiệu có ích .
Hiện nay tiền khuếch đại thường được ráp bằng transistor với các mạch bù RC, hoặc bằng các IC khuếch đại thuật toán và linh kiện phụ có chất lượng cao, theo những sơ đồ mạch xác định được coi là có độ trung thực và chống nhiễu tốt nhất. Trong trường hợp đòi hỏi chất lượng cao thì khuếch đại vi sai, khuếch đại đo lường, khuếch đại độ ồn thấp được sử dụng làm tiền khuếch đại.
Trong một số trường hợp tiền khuếch đại cũng được đặt ở ngõ vào của thiết bị điện tử tiếp nhận, hoạt động như là mạch đệm (buffer).